# Withern
Withern est un village du Lincolnshire, en Angleterre.